# Les Miracles de saint Bernardin

Les Miracles de saint Bernardin (en italien : Miracoli di san Bernardino ou Storie di san Bernardino) est un cycle de huit panneaux de bois peints à tempera (75 × 57 cm), datant de 1473, conservé  à la Galerie nationale de l'Ombrie à Pérouse.
Attribuée par prudence à un « Maestro » ou à une  « Bottega del 1473 », la série a nécessité la participation de quelques peintres ombriens les plus renommés de l'époque comme Le Pérugin, Pinturicchio et Piermatteo d'Amelia.

## Histoire
En  1473 les  frères mineurs de Pérouse commandèrent au Pérugin et à d'autres artistes, huit tableaux pour occulter une niche architecturale où se trouvait une statue du saint dans l'Oratoire Saint-Bernardin.
À l'époque, l'ordre était occupé à diffuser le message religieux et politique de saint Bernardin de Sienne canonisé en 1450, et la série devait en décrire les miracles.
Au moins « cinq mains » participèrent à l'entreprise parmi lesquels des peintres très importants qui acceptèrent néanmoins de respecter le style du projet qui généralement est attribué au Pérugin, malgré son jeune âge et qu'il ne soit « maestro » à part entière que depuis un an inscrit à la compagnia di San Luca de Florence (1472).
Parmi les tableaux, seule celui de Saint Bernardin guérissant une fillette, estimé qualitativement parmi les meilleurs de la série, est unanimement attribué au maître, tandis que les autres ne lui sont reconnus que partiellement ou de manière douteuse comme celle du Le Miracle de l'enfant mort-né.
La série a été démantelée a une date indéterminée et a été retrouvée dans la sacristie de l'église San Francesco al Prato de Pérouse et son aspect et l'installation originale est encore aujourd'hui très discutée par les historiens de l'art.

## Thème
Le cycle représente huit scènes de vie de saint Bernardin, évoquant autant de miracles accomplis par le saint. Conformément à l'iconographie chrétienne du saint, il porte et présente le monogramme du Christ IHS gravé sur un disque.

## Description
Les huit tableaux étaient probablement organisés en deux battants, couronnés par un  « celetto »  avec le  chrisme.
À l'intérieur de la niche se trouvait un gonfanon avec l'effigie du saint, réalisé par Benedetto Bonfigli en 1465. Les motifs du cycle sont issus des miracles advenus par l'intercession du saint quand il était en vie et ensuite post mortem.
Les scènes sont les suivantes :
1. Saint Bernardin guérissant une fillette (Le Pérugin)
2. Saint Bernardin rend post mortem la vue à un aveugle (Le Pérugin et Pinturicchio)
3. Saint Bernardin apparaît post mortem et libère un prisonnier (Pinturicchio)
4. Saint Bernardin sur le chemin de Vérone ressuscite un homme trouvé sous un arbre (Pinturicchio)
5. Saint Bernardin guérit Nicola di Lorenzo da Prato, renversé par un taureau
6. Le Miracle de l'enfant mort-né (école du Pérugin)
7. Saint Bernardin apparaît de nuit à Giovan Antonio Tornaro, blessé dans un guet-apens et le guérit
8. Saint Bernardin apparaît post mortem et guérit Giovanni Antonio da Parma blessé par une pelle

La composition de chaque scène se trouve encadrée d'un motif peint de bijoux et de perles.

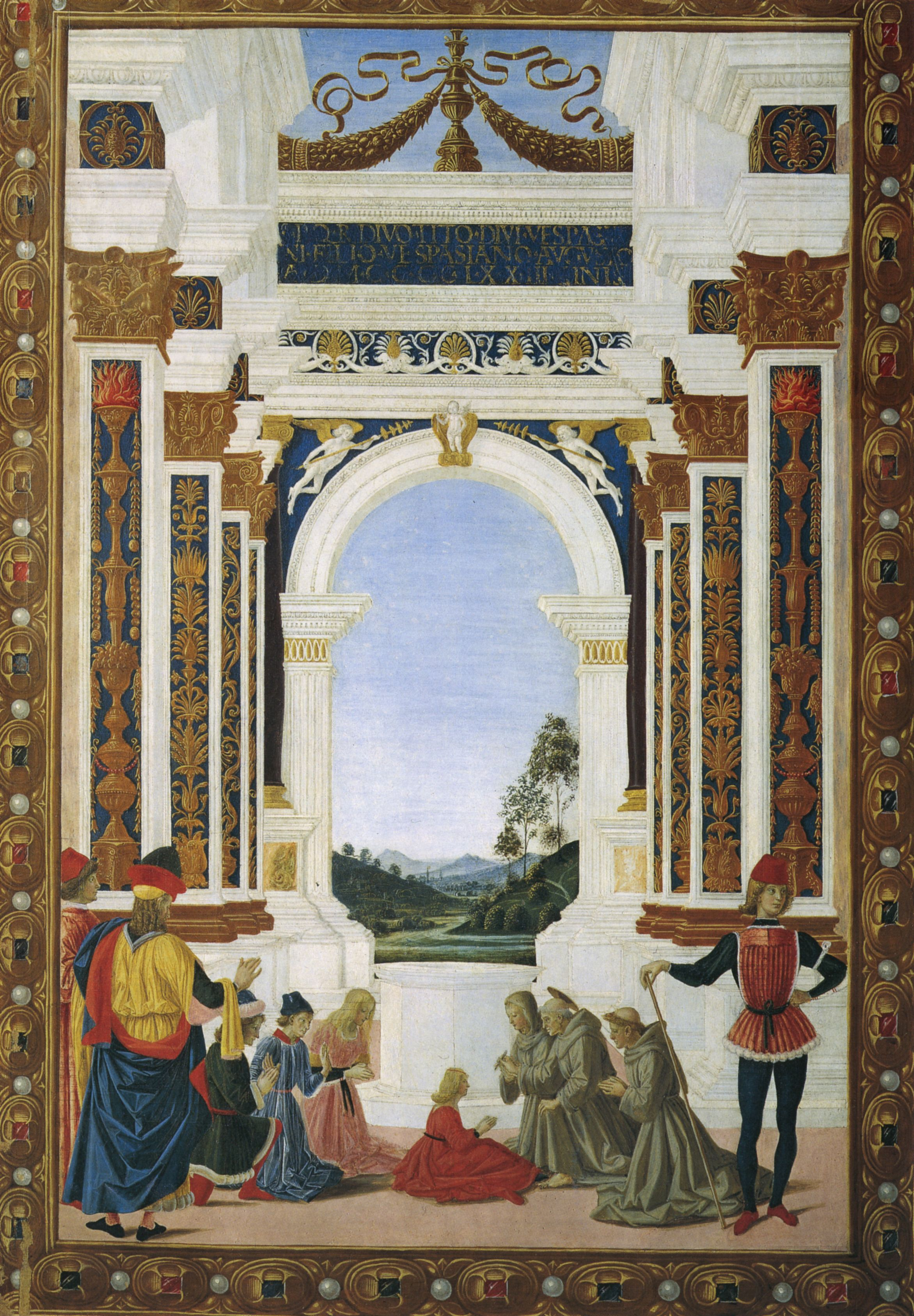
Saint Bernardin guérissant une fillette.
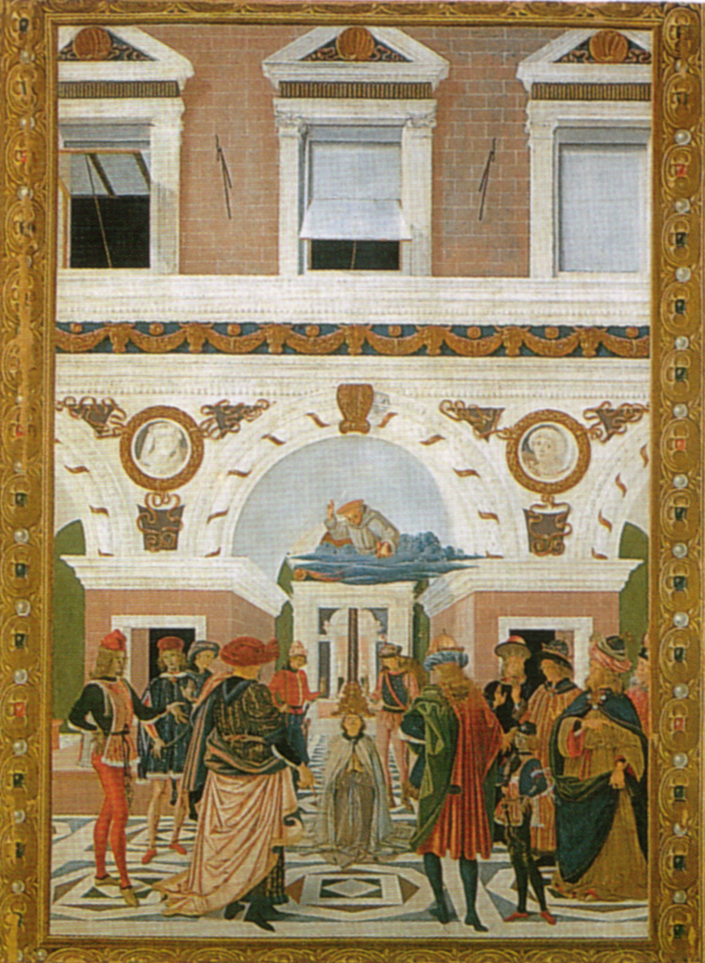
Guérison de l'aveugle.
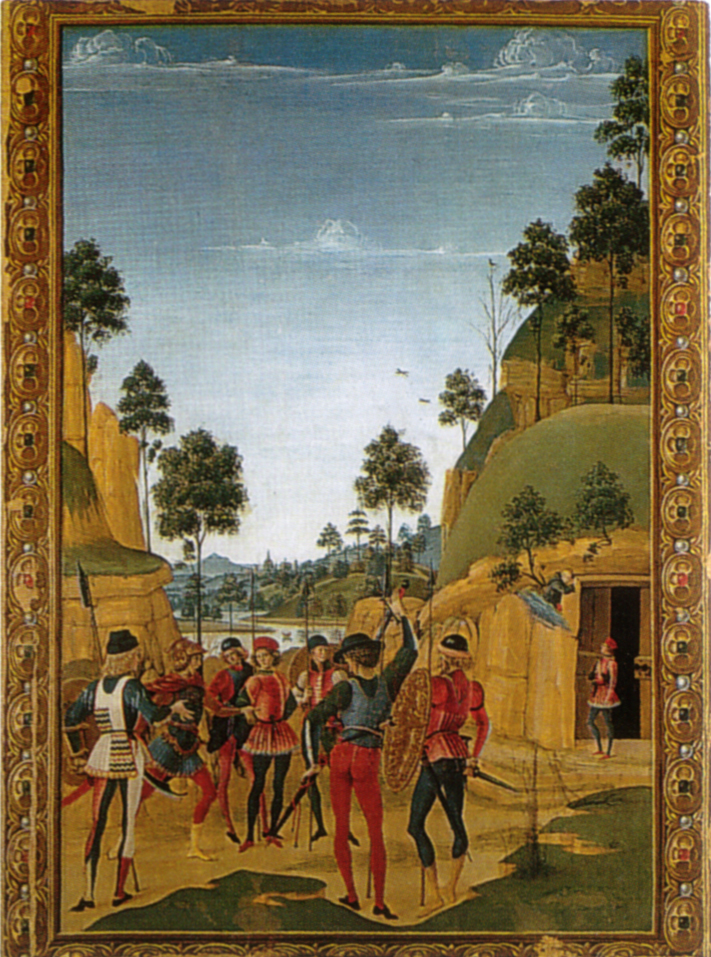
Saint Bernardin apparaît post mortem et libère un prisonnier.
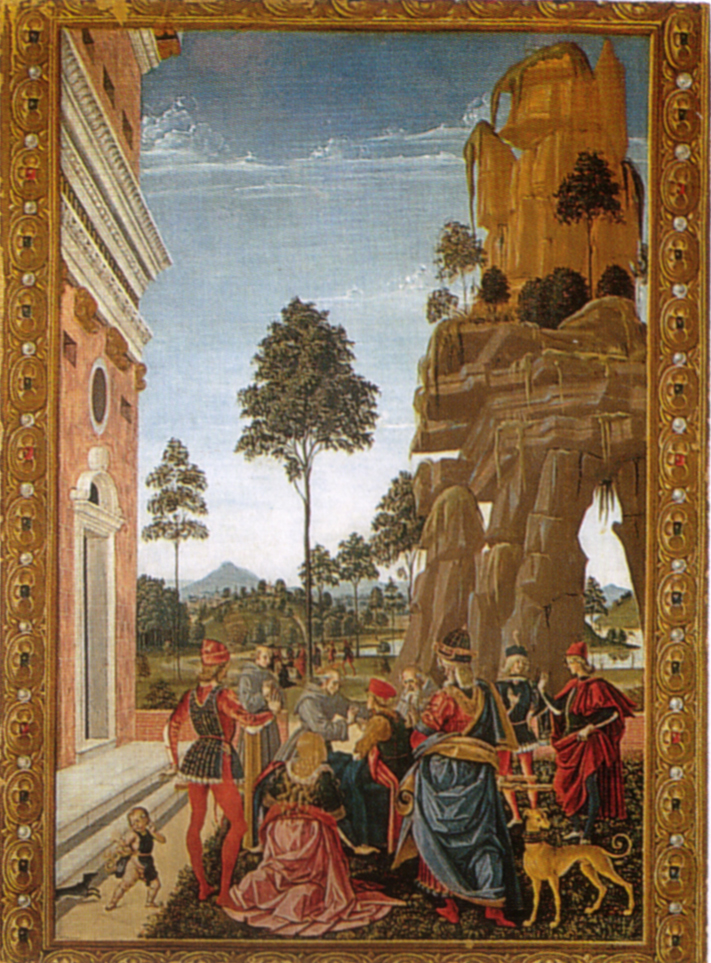
Saint Bernardin sur le chemin de Vérone ressuscite un homme trouvé sous un arbre.

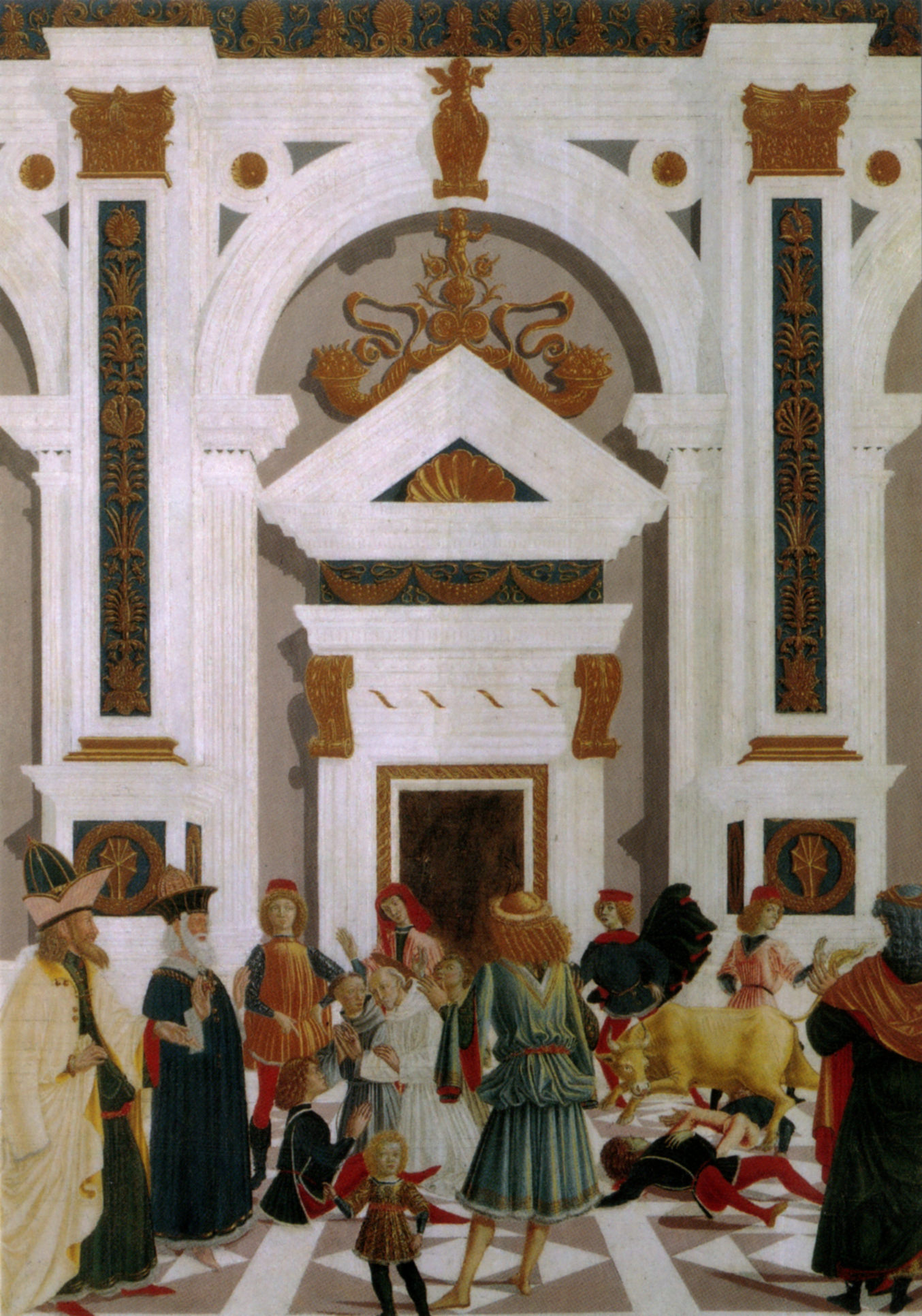
Saint Bernardin guérit Nicola di Lorenzo da Prato, renversé par un taureau.
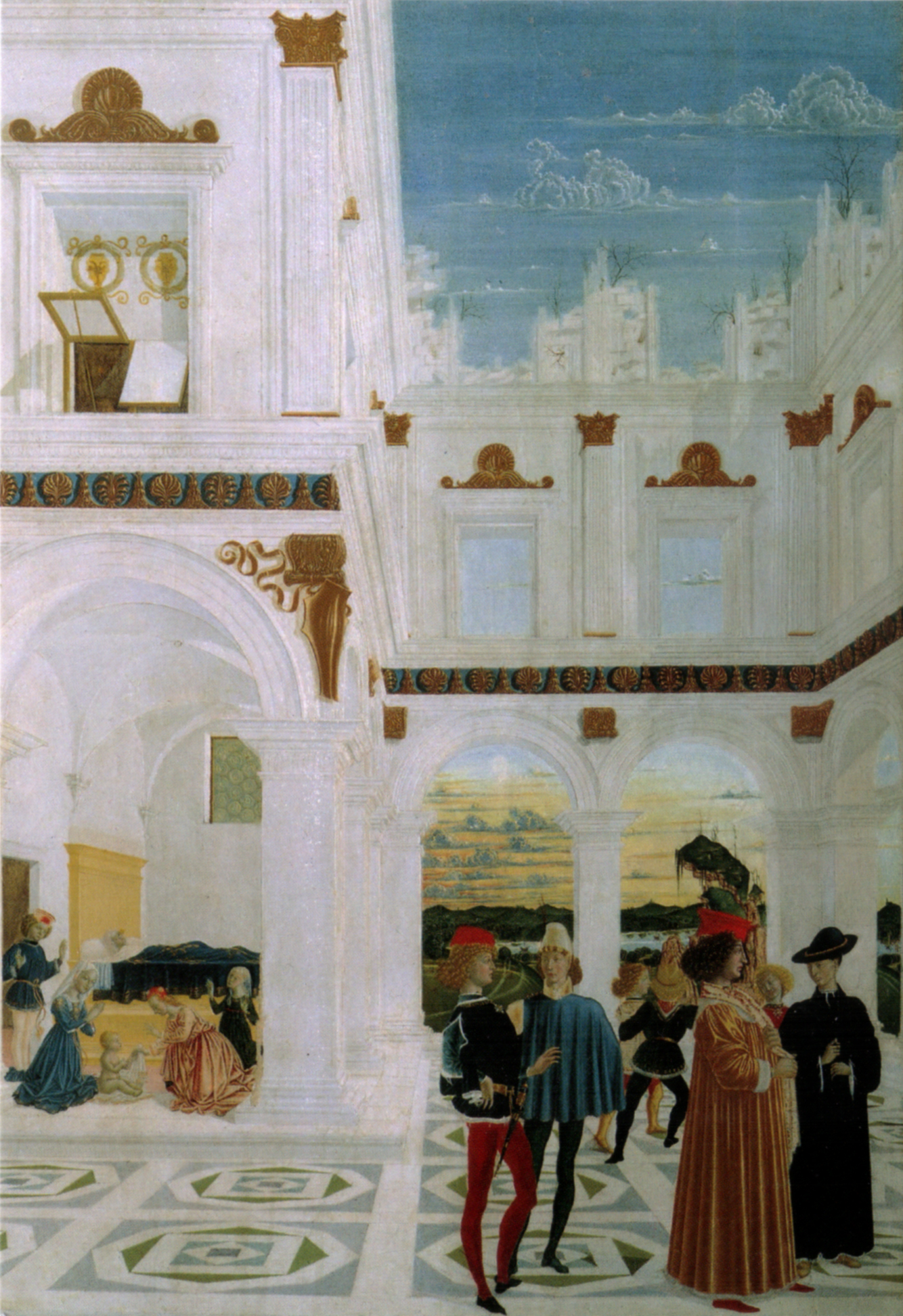
Le Miracle de l'enfant mort-né.
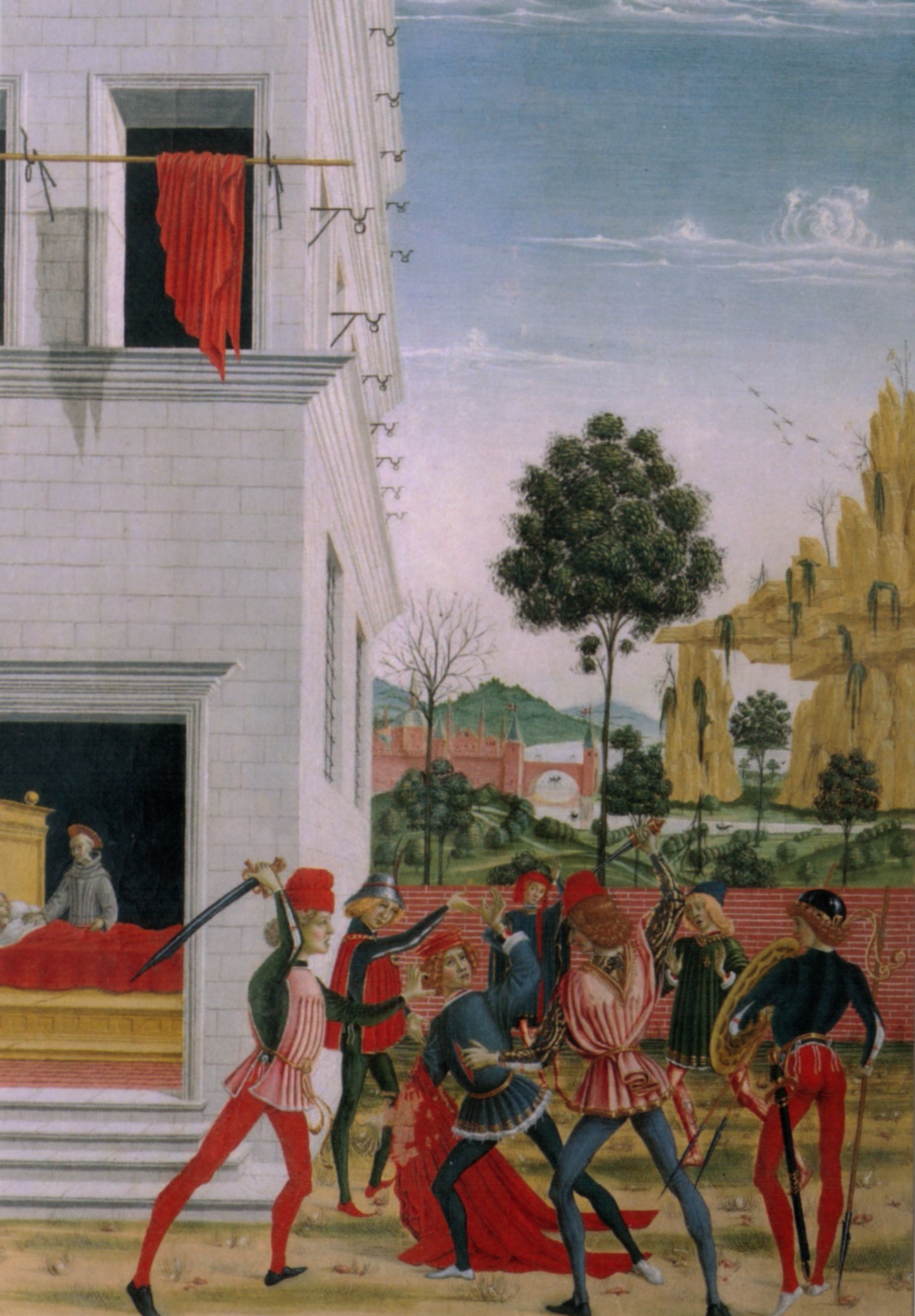
Saint Bernardin apparaît de nuit à Giovan Antonio Tornaro, blessé dans un guet-apens et le guérit.
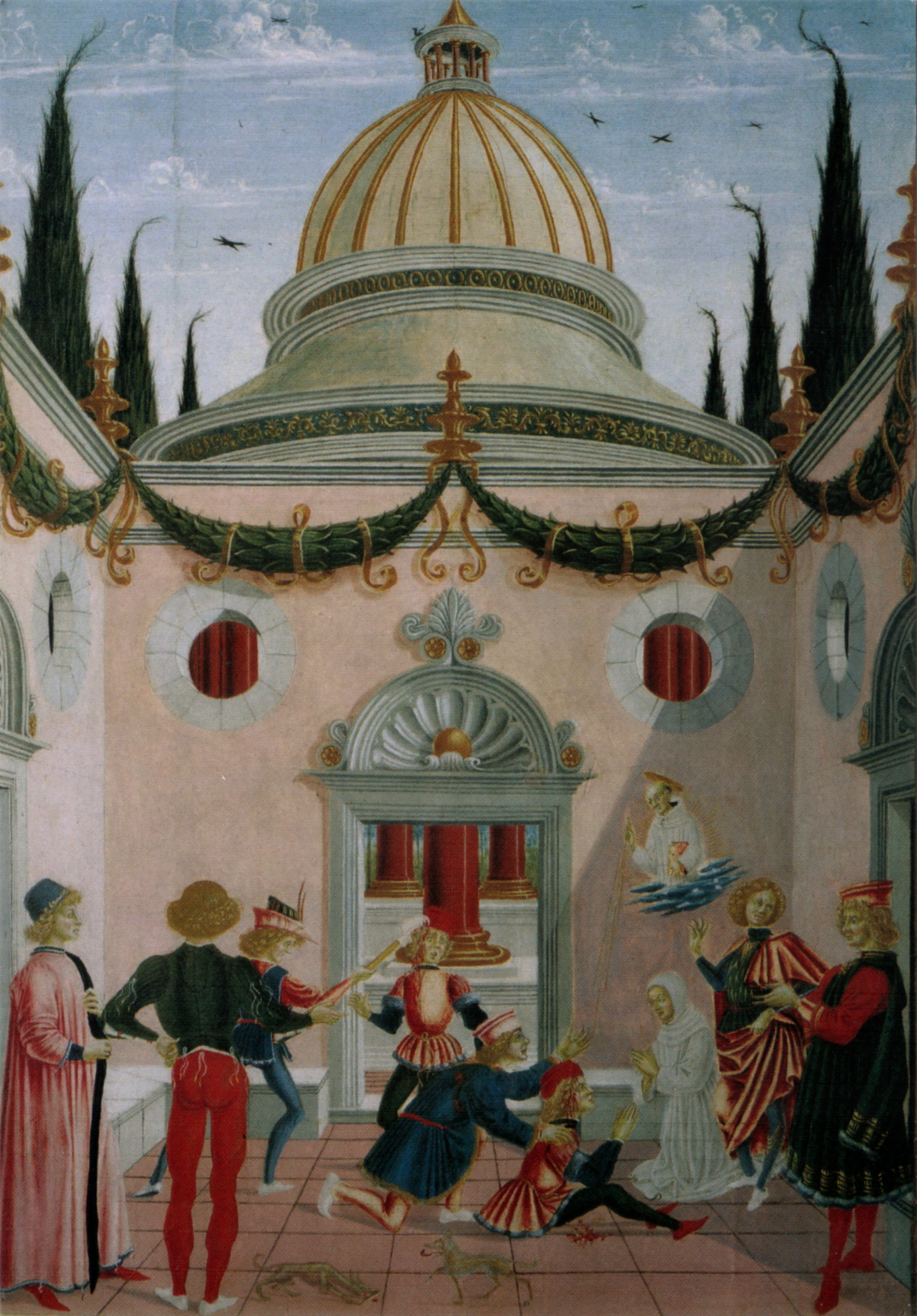
Saint Bernardin apparaît et guérit Giovanni Antonio da Parma blessé par une pelle.

## Analyse
L'influence de Piero della Francesca à l'époque actif à Urbino est présente dans les architectures des compositions. Les personnages n'occupent que la partie inférieure des scènes. Le décor imposant constitué par une fastueuse architecture écrase les figures, remplissant l'espace de façon régulière.
L'auteur des architectures est probablement Le Pérugin (sans certitude) ou le « Maestro del 1473 », tandis que les personnages sont de la main de divers peintres, sûrement le Pérugin (Saint Bernardin guérissant une fillette) et peut-être Piermatteo d'Amelia.
Les scènes Saint Bernardin rend la vue à un aveugle, Saint Bernardin apparait et libère un prisonnier et Saint Bernardin sur le chemin de Vérone ressuscite un homme trouvé sous un arbre sont attribuées au Pinturicchio par l'attitude élégante des figures dans les drapés anguleux.
La composition fait souvent appel à la perspective affirmée par la présence d'éléments architecturaux (colonne, chapiteaux) et du dallage.
La lumière est claire et reposante, les couleurs tenues, les ombres estompées, sur des modèles de Piero della Francesca, réadaptées par le Pérugin selon sa sensibilité.
Les groupes de figure sont disposés symétriquement, avec des figures d'inspirations tardo-gothiques comme d'autres tablettes de la série.
La richesse architecturale est inspirée par l'école d'Urbin, tandis que les décorations polychromes et certains détails gothiques des figures découlent de l'héritage local.
Dans le groupe de personnages on note des sujets rappelant ceux d'Andrea del Verrocchio ou du jeune Domenico Ghirlandaio.

## Sources
- (it) Cet article est partiellement ou en totalité issu de l’article de Wikipédia en italien intitulé « Storie di san Bernardino » (voir la liste des auteurs).